# Viniegra de Arriba
Viniegra de Arriba – gmina w Hiszpanii, w prowincji La Rioja, w La Rioja, o powierzchni 38,46 km². W 2011 roku gmina liczyła 54 mieszkańców.